# بازيليكا سانت كلوتيلد

بازيليكا سانت كلوتيلد هي كنيسة رومانية كاثوليكية تقع في مدينة باريس، فرنسا.